# Xistrella wuyishana
Xistrella wuyishana är en insektsart som beskrevs av Zheng, Z. och Liang 1991. Xistrella wuyishana ingår i släktet Xistrella och familjen torngräshoppor. Inga underarter finns listade i Catalogue of Life.